# Jano Baca
Miguel Alejandro Baca Quevedo (Chiclayo, 30 de agosto de 1994), más conocido como Jano Baca, es un actor, dramaturgo y director de teatro peruano, que ha destacado en telenovelas y obras en su país. Es el hermano del también actor Luis Baca.

## Biografía
Miguel Alejandro Baca Quevedo nació el 30 de agosto de 1994 en Chiclayo, proveniente de una familia de clase media, es hermano menor del también actor Luis Baca.[cita requerida] Estudió la facultad de ciencias de la comunicación la cual no llegó concluir, trasladando de carrera a la de artes escénicas en la Pontificia Universidad Católica del Perú.
Comenzó su carrera artística a los veintidós años en el año 2017, haciendo su debut de manera oficial como actor en la obra de teatro En tu vibrar mi quebranto.
Pero no fue hasta el 2019 cuando se incluyó al musical peruano Pantaleón y las visitadoras de la mano de la productora local Los Productores junto a Emanuel Soriano, Milett Figueroa, Stephany Orúe, Yvonne Frayssinet, Gustavo Bueno, Emilram Cossío, Alberick García, Rómulo Assereto, Melissa Paredes, Cielo Torres y Wendy Ramos en el reparto estelar. Gracias a ello, le ha permitido a participar por primera vez en la televisión, sumándose al reparto principal de la telenovela Chapa tu combi, donde interpretó a Wally Morales, el mayordomo de la familia Zorrilla, logrando así alcanzar al estrellato. Seguidamente, protagonizó la obra teatral El concejo, logrando así obtener la nominación a «Mejor interpretación masculina» en los Premios El Oficio Crítico, siendo finalmente como ganador.
En el año 2020, lanzó junto a su hermano Luis el espacio Podcast de los hermanos Baca para la plataforma YouTube durante el estado de emergencia por la pandemia de COVID-19.[cita requerida] Protagonizó al montaje virtual Sí papá, yo me porto bien donde interpreta al novio de la hija menor del padre y participó en la otra producción Caso Luciana ese año.
Adicionalmente, se sumó al reparto principal de la telenovela La otra orilla como Fermín el 2020.[cita requerida] Fue autor de la obra de teatro El lado oscuro, inspirado en la saga cinematográfica Star Wars, la cual fue estrenada en el año 2021 contando como protagonistas a los actores Pold Gastello y Liz Roggero, y obtuvo las nominaciones de «Mejor dramaturgia» y «Mejor montaje virtual» en los Premios Artes Escénicas, en ambas ganador. En ese mismo año, lanza su programa web La cuarta pared, basado en temas relacionados con superhéroes[cita requerida] y participó en el videoclip del sencillo musical «De vuelta a casa» del grupo de rock Banda Alterna.
Se desempeñó en la rama de la enseñanza participando en los talleres del Teatro de la Universidad Católica del Perú, así como en el Centro Cultural de la PUCP y el Teatro La Plaza.
Tiempo después de estar alejado de los medios, asumió la dirección general de la obra de teatro No hay nadie quién me cure en 2022 y protagoniza la otra producción Anticristó-bal al lado de Daniella Pflücker en el año 2023, en la cual encarnaría a Cristóbal y fue escrita por él mismo. Seguidamente, protagonizó el cortometraje El último golpe en el papel de Jean Pierre, un boxeador profesional, colaboró como asistente de producción de la cinta romántica peruana Un retiro para enamorarse y dirigió el montaje El espejo ese año.[cita requerida]
Como actor, Baca protagoniza la obra dramática Toda vergüenza toda de la dirección de Josué Castañeda en 2022, compartiendo escena con otras figuras juveniles del teatro peruano. Baca fue director de la obra El evangelio según Mariana, contando como protagonista a la actriz afroperuana Anaí Padilla y protagoniza la obra Bienvenido a mi vida de la productora Samoa Producciones. Participó en el montaje 14 millones de realidades como el Novio, asumiendo así el rol de protagonista.
Al año siguiente, asumió de nuevo el protagónico de la comedia El Crèmebrûlée en el papel de Joaquín, un chico que vive con su pareja conviviendo por varios años, en la cual estaba celebrando su cumpleaños, y comparte el rol junto a Gia Rosalino. Además, fue parte del musical peruano Nací para quererte como Gerundio.
Coprotagonizó la obra Cómo crecen los árboles, donde hace el personaje de Cristóbal en 2023y en ese año, participó en el reparto principal de la telenovela Papá en apuros con su personaje de Elvis Tangoa, un cadete de la Marina de origen selvático.
En 2024, fue invitado en varias temporadas de El gran chef famosos. Al año siguiente, fue convocado como participante de la decimotercera temporada.

## Filmografía

### Televisión
| Año       | Título                     | Rol                  | Notas                                  | Emisión            |
| --------- | -------------------------- | -------------------- | -------------------------------------- | ------------------ |
| 2012      | La Tayson, corazón rebelde | Extra                | Personaje terciario                    | Latina Televisión  |
| 2019-2020 | Chapa tu combi             | Wally Morales Bustos | Rol principal                          | América Televisión |
| 2020      | La otra orilla             | Fermín               | Rol principal                          | América Televisión |
| 2023-2024 | Papá en apuros             | Elvis Tangoa         | Rol principal                          | Latina Televisión  |
| 2024      | Pituca sin lucas           | Salvador Gallardo    | Rol principal                          | Latina Televisión  |
| 2024      | El gran chef famosos       | Él mismo             | Refuerzo en Novena temporada           | Latina Televisión  |
| 2025      | El gran chef famosos       | Él mismo             | Concursante en Decimotercera temporada | Latina Televisión  |

### Cine
| Año  | Título                    | Rol         | Notas                   |
| ---- | ------------------------- | ----------- | ----------------------- |
| 2023 | Un retiro para enamorarse | Él mismo    | Asistente de producción |
| 2023 | El último golpe           | Jean Pierre | Rol protagónico         |

### Teatro
| Año  | Título                         | Rol       | Notas              |
| ---- | ------------------------------ | --------- | ------------------ |
| 2017 | En tu vibrar, mi quebranto     |           | Rol principal      |
| 2019 | Pantaleón y las visitadoras    | Chupito   | Rol principal      |
| 2019 | Los cachorros                  |           | Rol principal      |
| 2019 | El concejo                     |           | Rol protagónico    |
| 2020 | El lado oscuro                 | Él mismo  | Autor y dramaturgo |
| 2020 | Sí papá, yo me porto bien      | Novio     | Rol protagónico    |
| 2020 | Caso Luciana                   |           | Rol principal      |
| 2021 | No hay nadie quién me cure     | Él mismo  | Director general   |
| 2022 | Toda vergüenza toda            |           | Rol protagónico    |
| 2022 | El evangelio según Mariana     | Él mismo  | Director general   |
| 2022 | Bienvenido a mi vida           | Chico     | Rol protagónico    |
| 2022 | 11 millones de realidades      | Novio     | Rol protagónico    |
| 2022 | El espejo                      | Él mismo  | Director general   |
| 2023 | Cómo crecen los árboles        | Cristóbal | Rol protagónico    |
| 2023 | El Crèmebrûlée                 | Joaquín   | Rol protagónico    |
| 2023 | Anticristó-bal                 | Cristóbal | Rol protagónico    |
| 2023 | Nací para quererte, el musical | Gerundio  | Rol principal      |

### Videoclips
| Año  | Título             | Rol   | Notas                                                   |
| ---- | ------------------ | ----- | ------------------------------------------------------- |
| 2021 | «De vuelta a casa» | Joven | Participación especial (interpretado por Banda Alterna) |

### Redes
| Año  | Título              | Rol       | Notas        | Emisión |
| ---- | ------------------- | --------- | ------------ | ------- |
| 2021 | Hijo malcriado      | Principal | Frases       |         |
| 2021 | Papá bueno          | Principal | Frases       |         |
| 2021 | Compañero Alcahuete | Principal | Walter Ocaña |         |

## Premios y nominaciones
| Año  | Premios                   | Categoría                        | Trabajo        | Resultado | Ref.  |
| ---- | ------------------------- | -------------------------------- | -------------- | --------- | ----- |
| 2019 | Premios El Oficio Crítico | «Mejor interpretación masculina» | El concejo     | Ganador   | [ 2 ] |
| 2020 | Premios Artes Escénicas   | «Mejor dramaturgia»              | El lado oscuro | Ganador   | [ 2 ] |
| 2020 | Premios Artes Escénicas   | «Mejor montaje virtual»          | El lado oscuro | Ganador   | [ 2 ] |